# Palwasha Hassan
Palwasha Hassan, en pastún: پلوشہ حسن‎ ;(Kabul, Afganistán 1969)es una activista por la paz y los derechos de las mujeres, y expolítica afgana. Fue fundadora y directora ejecutiva del Centro Educativo de Mujeres Afganas, organización sin ánimo de lucro con sede en Kabul, fundada en 1991.
Hassan fue una de las 100 mujeres delegadas en la loya jirga de 2003 que dio forma a la nueva Constitución. Contribuyó al aumento de la representación de las mujeres en los asuntos de Estado en la Constitución de 2004 y en otros artículos de la misma. En enero de 2010, Palwasha Hassan fue elegida ministra de Asuntos de la Mujer en el gobierno de Karzai, pero no obtuvo suficientes votos en la Cámara del Pueblo para asumir el cargo.
Tiene un máster en Estudios de Recuperación Posbélica por la Universidad de York.
En 2022, Hassan fue becada con el Jennings Randolph Afghanistan Fellow del Instituto Estadounidense de la Paz. Fue contratada como su «Directora de Derechos y Democracia» para Afganistán.
Es ex investigadora principal del Instituto de Mujeres, Paz y Seguridad de la Universidad de Georgetown.

## Reconocimientos

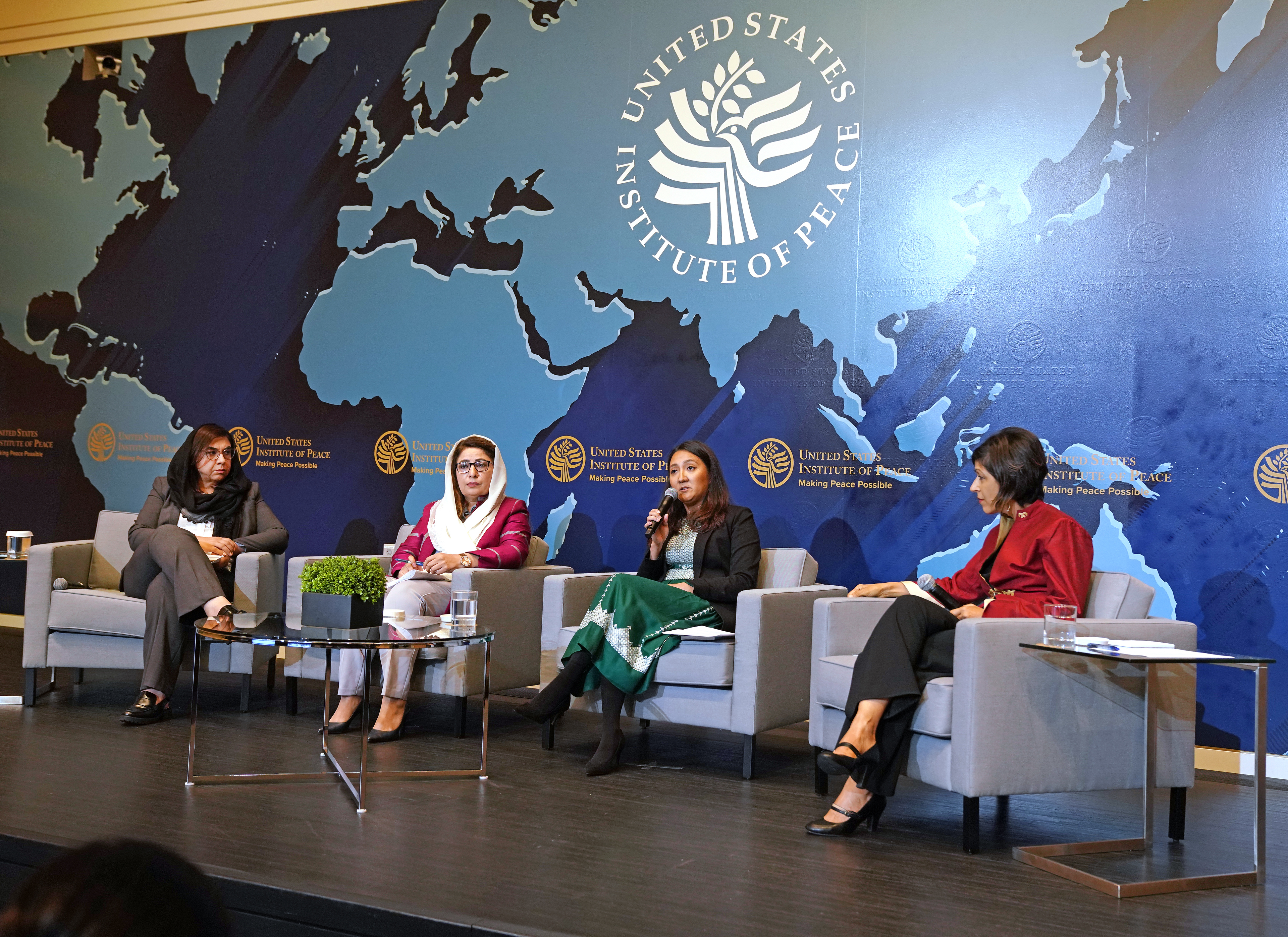
Debate sobre "La participación de las mujeres afganas y la sociedad civil en la formulación de políticas en Estados Unidos" en 2022. De izquierda a derecha: Hassan, Asila Wardak, Naheed Sarabi y Rina Amiri

Hassan fue una de las 1.000 mujeres candidatas al Premio Nobel de la Paz en 2005. También fue una de las once afganas finalistas al Premio Sájarov en 2021, el galardón anual de derechos humanos del Parlamento Europeo, que ese año se concedió a Alekséi Navalni.
En diciembre de 2021 fue galardonada con el Premio Hillary Rodham Clinton por sus esfuerzos en la promoción de los derechos de las mujeres y la paz.